# میخل کردر
میخل کردر (هلندی: Michel Kreder؛ زادهٔ ۱۵ اوت ۱۹۸۷) دوچرخه‌سوار اهل هلند است.
از باشگاه‌هایی که در آن رکاب زده‌است می‌توان به آکوا بلو اسپورت، تیم دوچرخه‌سواری رومپوت–ندرلانسه لوتری، وانتی–گروپ گوبر، کنندیل–دراپاک، و تیم دوچرخه‌سواری رابوبانک دولوپمنت اشاره کرد.